# Drum național 10
Der Drum național 10 (rumänisch für „Nationalstraße 10“, kurz DN10) ist eine Hauptstraße in Rumänien.

## Verlauf

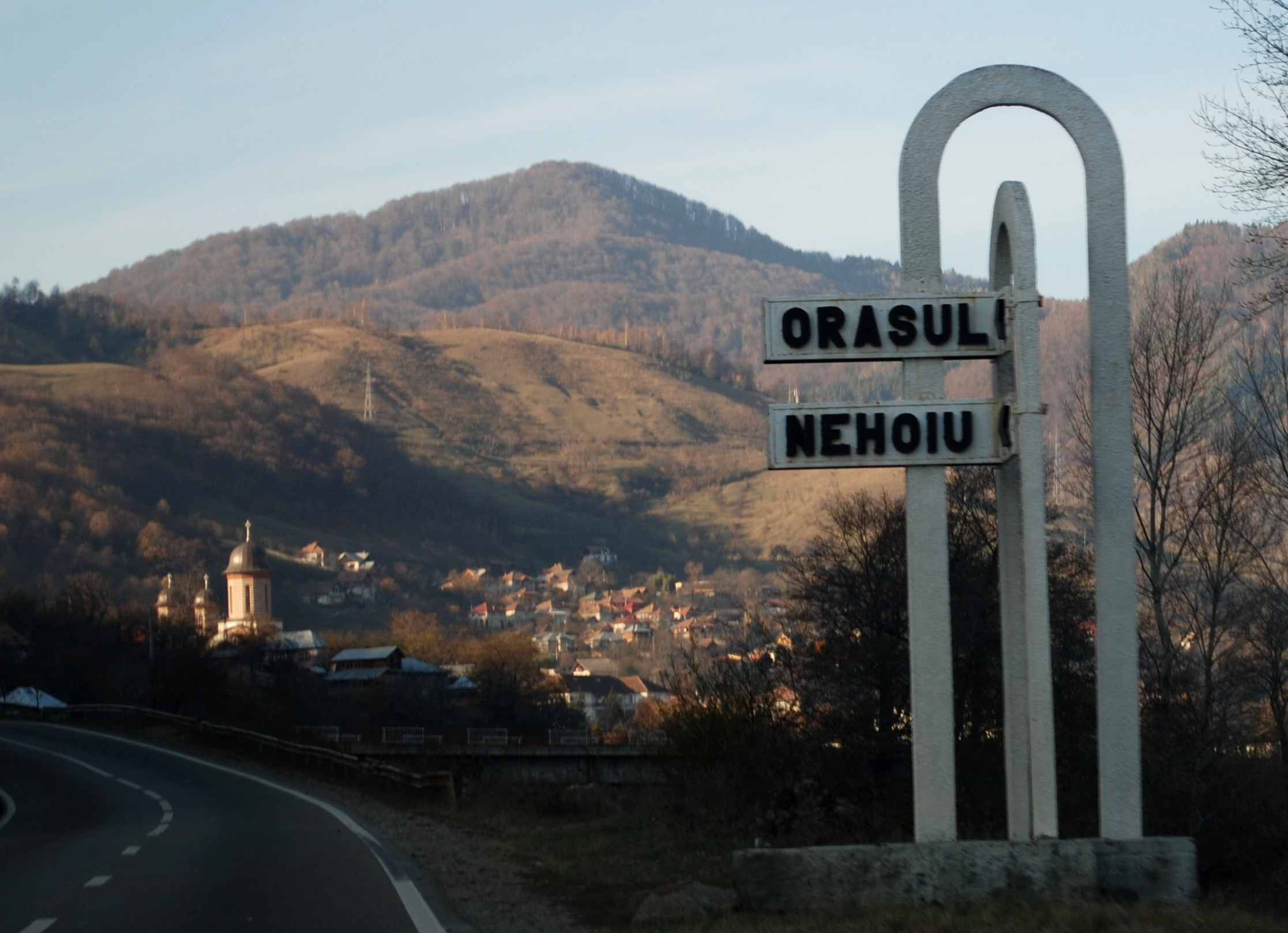
Die Straße in Nehoiu

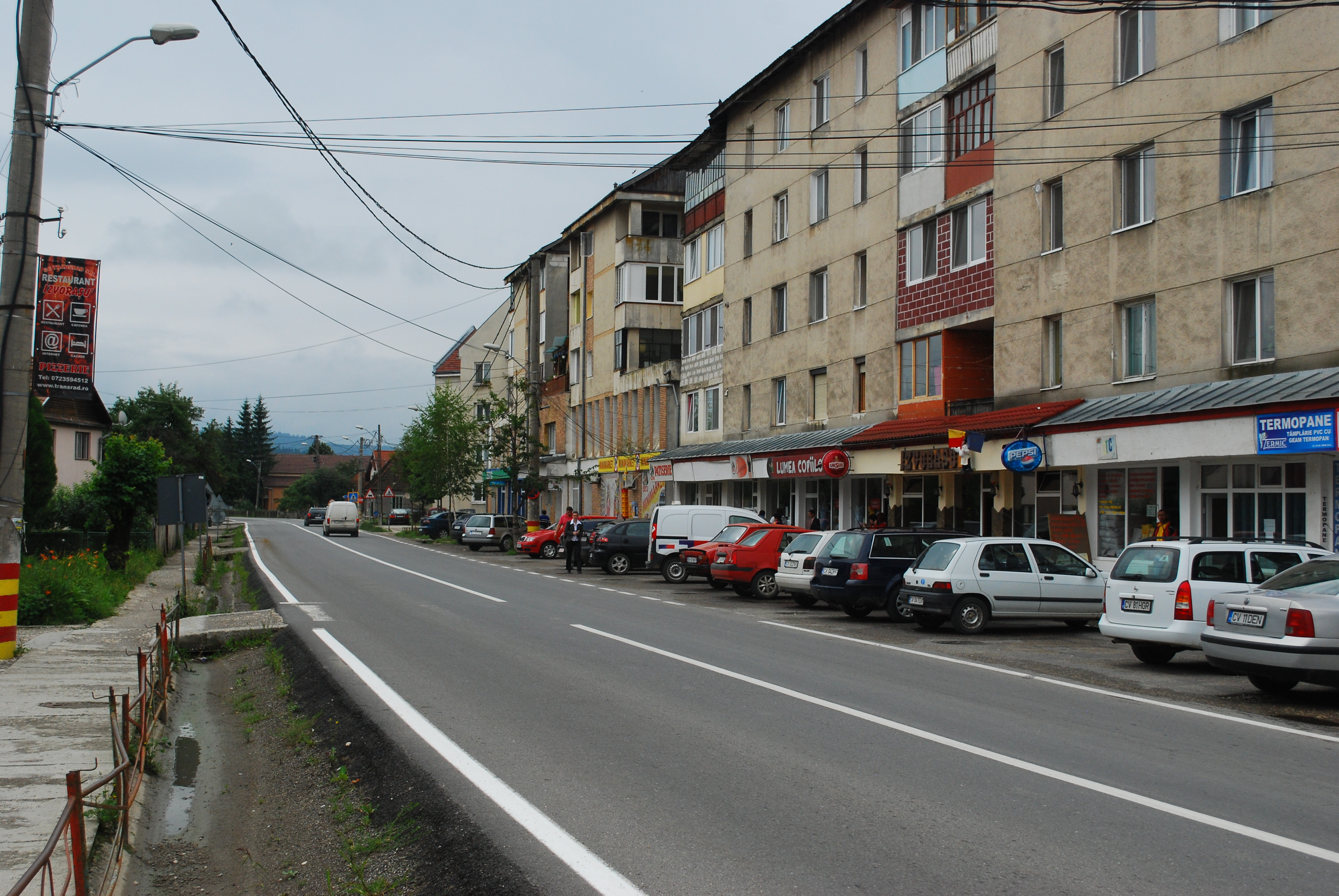
Die Straße in Întorsura Buzăului

Die Straße zweigt in Brașov (Kronstadt) vom Drum național 1 (zugleich Europastraße 68) in nordöstlicher Richtung ab, bildet bis Hărman einen Abschnitt der Europastraße 574, zweigt dann von dieser nach Osten ab und führt über Prejmer (Tartlau) und über den Pass Pasul Predeluș nach  Întorsura Buzăului, wo der Drum național 13E nach Norden abzweigt, und folgt dem Lauf des Flusses Buzău durch die Ostkarpaten nach Südosten über Nehoiu bis zur Kreishauptstadt Buzău, wo sie auf den Drum național 2 (zugleich Europastraße 85) trifft und an diesem endet.
Die Länge der Straße beträgt rund 146 Kilometer.